# Horace Lamb
Horace Lamb (Stockport, Inglaterra, 29 de novembro de 1849 — Cambridge, 4 de dezembro de 1934) foi um matemático e físico britânico.
Foi professor da Cátedra Beyer de Matemática Aplicada, de 1888 a 1920.
Está sepultado no Ascension Parish Burial Ground.

## Obras
- The mathematical theory of the motion of fluids, 1878
- Hydrodynamics. Cambridge University Press, 1895, 1999, ISBN 0-521-45868-4
- Dynamical Theory of Sound (Dover Phoenix Editions). Dover Publications 2004, ISBN 0-486-43916-X
- Infinitesimal Calculus 1897
- Higher Mechanics, 1920
- Schwingungen elastischer Systeme, insbesondere Akustik, Enzyklopädie Mathem.Wissenschaften, Bd.4, Teil 4, 1906[ligação inativa]